# زندانیان بهشت
زندانیان بهشت (به انگلیسی: Heaven's Prisoners) فیلمی محصول سال ۱۹۹۶ و به کارگردانی فیل ژوانو است. در این فیلم بازیگرانی همچون الک بالدوین، مری استوارت مسترسون، کلی لینچ، تری هچر، اریک رابرتس، واندی کرتیس-هال، جو ویترلی، پل گویلفویل و دان استارک ایفای نقش کرده‌اند.